# Éva Erdős
Éva Erdős  (Boedapest, 28 juli 1964) is een Hongaars voormalig handbalspeelster die brons veroverde op de Olympische Spelen in Atlanta en zilver op de Wereldkampioenschappen in Oostenrijk en Hongarije.

## Prijzen
- Nemzeti Bajnokság I Top Scorer: 1990

· 1964 Mária Tóth · 1965 Anna Rothermel · 1966 Erzsébet Bognár · 1967 Ágnes Végh · 1968 Mária Holub · 1970 Ágnes Babos · 1971 Márta Giba · 1972 Ágnes Babos · 1973 Ágota Bujdosó · 1974 Amália Sterbinszky · 1975 Ágota Bujdosó · 1976 Amália Sterbinszky · 1977 Amália Sterbinszky · 1978 Mária Vanya · 1979 Marianna Nagy · 1980 Marianna Nagy · 1981 Marianna Nagy · 1982 Marianna Nagy · 1983 Anna György · 1984 Zsuzsa Nyári · 1985 Marianna Nagy · 1986 Marianna Racz · 1987 Katalin Szilágyi · 1988 Csilla Elekes · 1989 Beatrix Kökény · 1990 Györgyi Hang · 1991 Beatrix Kökény · 1992 Erzsébet Kocsis · 1993 Éva Erdős · 1994 Erzsébet Kocsis · 1995 Beatrix Kökény · 1996 Eszter Mátéfi · 1997 Beatrix Balogh · 1998 Beáta Siti · 1999 Beáta Siti · 2000 Bojana Radulović · 2001 Ágnes Farkas · 2002 Ágnes Farkas · 2003 Katalin Pálinger · 2004 Katalin Pálinger · 2005 Anita Görbicz · 2006 Anita Görbicz · 2007 Anita Görbicz · 2008 Orsolya Vérten · 2009 Orsolya Vérten · 2010 Katalin Pálinger · 2011 Zita Szucsánszki · 2012 Zsuzsanna Tomori · 2013 Anita Görbicz · 2014 Anita Görbicz · 2015 Zita Szucsánszki · 2016 Zita Szucsánszki · 2017 Anita Görbicz · 2018 Anikó Kovacsics · 2019 Nadine Schatzl · 2020 Blanka Bíró · 2021 Gréta Márton